# Баліоз Борис Геннадійович
Борис Геннадійович Баліоз — генерал-майор, начальник Управління роботи з особовим складом Служби безпеки України з 2015 року до 2019 року.

## Життєпис
У 2015 році очолив Управління роботи з особовим складом СБУ.